# Bocceluța (film din 1957)
Bocceluța (titlul original: în engleză The Shiralee) este un film dramatic britanic, realizat în 1957 de regizorul Leslie Norman, după romanul omonim din 1955 al scriitorului australian D'Arcy Niland, protagoniști fiind actorii Peter Finch, Dana Wilson, Elizabeth Sellars și George Rose.

## Rezumat
Un muncitor rural itinerant pe nume Macauley, descris uneori drept „inoportun” sau „obositor”, se întoarce la Sydney din „hoinăreală” și își găsește soția Lily în brațele unui alt bărbat. Îl bate pe bărbat și își părăsește nevasta luînd fiica lor Buster cu el. Pentru el fetițe este o „Shiralee”, un cuvânt irlandez care înseamnă „boccea”, sau metaforic, o „povară”. Macauley încearcă să obțină un loc de muncă la Parker, un angajator anterior, dar acesta îi spune furios lui Macauley să plece, spunând că i-a lăsat fiica Lily însărcinată. Macauley încearcă să o lase pe Buster cu niște prieteni de-ai lui, dar ea aleargă după el și el îi cedează.
Macauley o împiedică pe soția lui să plece cu Buster, dar după ce Buster este lovită de o mașină și grav rănită, el află că soția sa divorțează de el și încearcă să obțină custodia legală a copilei. Se întoarce la Sydney pentru a lupta, ceea ce duce la o confruntare violentă cu noul iubit al soției sale...

## Distribuție
- Peter Finch – Jim Macauley
- Dana Wilson – Buster Macauley
- Elizabeth Sellars – Marge Macauley
- George Rose – Donny
- Rosemary Harris – Lily Parker
- Russell Napier – Mr. W.G. Parker
- Niall MacGinnis – Beauty Kelly
- Tessie O'Shea – Bella Sweeney
- Sid James – Luke Sweeney
- Bud Tingwell – Jim Muldoon
- Reg Lye – Desmond
- Barbara Archer – fata din magazin
- Alec Mango – Papadoulos
- John Phillips – doctorul
- Bruce Beeby – solicitor
- Frank Leighton – barmanul
- Nigel Lovell – O'Hara
- John Cazabon – Charlie măcelarul
- Mark Daly – Sam
- Ed Devereaux – Christy
- Guy Doleman – Son O'Neill
- Lloyd Berrell –
- Bettina Dickson –
- Gordon Glenwright –
- Fred Goddard –
- Clifford Hunter –
- Stuart McWhirter – persoană care pariază
- Betty McDowall – fata de la Parkeri
- Henry Murdoch –
- Lou Vernon –
- David Williams –
- Chin Yu –
- Bill Kerr – un negustor (nemenționat)
- Ronald Whelan –

## Melodii din film
- The Shiralee (nemenționat), compus și interpretat de Tommy Steele
- Grandad's Rock (nemenționat), compus de Lionel Bart, Una Bart și Tommy Steele, interpretat de Tommy Steele

## Premii și nominalizări
- 1958 Premiile BAFTA – Nominalizat la a 11-a ediție a premiilor Academiei Britanice de Film.

## Lansare
Filmul Bocceluța a avut premiera în Londra pe data de 11 iulie 1957.
În România premiera filmului a avut loc la data de 15 noiembrie 1965 la cinematografele „Festival” și „Excelsior” din capitală.